# 濫庄
濫庄，是臺灣屏東縣萬丹鄉的一個傳統地域名稱，位於該鄉中部略偏東北，其東側一小部分向北微東延伸至邊界。相較於今日行政區，其範圍大致包括四維村不含東部及南部邊界地帶中至西段、萬安村西北部、廣安村東南部凸出部分、竹林村西北端凸出部分。
本地區境內主要聚落為濫庄、頂本縣廍，設有萬丹國中（部分）。

## 歷史
台灣日治初期，濫庄地區為一街庄，稱為「濫庄」（舊制街庄），隸屬於港西下里。該庄昔日西北與社皮庄為鄰，北與大湖庄為鄰，東與頂林仔庄為鄰，南邊為萬丹庄，西邊為下蚶庄。
1901年（日治明治三十四年）11月11日，全台廢縣廳改設二十廳，該庄隸屬於阿猴廳。1904年（明治三十七年）4月15日，該庄編入「萬丹區」，隸屬於阿猴廳。1905年（明治三十八年）4月1日，阿猴廳改稱「阿緱廳」。1909年（明治四十二年）10月25日，全台合併二十廳為十二廳，萬丹區仍隸屬於阿緱廳。1920年（大正九年）10月1日，全台地方制度大改正，廢十二廳改設五州二廳，該庄改制為「濫庄」大字，隸屬於高雄州東港郡萬丹庄（新制街庄）。
戰後萬丹庄改制為萬丹鄉，隸屬於高雄縣，大字亦改制為村。1946年（民國35年）4月，萬丹鄉劃入省轄屏東市，改制為萬丹區，村亦改制為里。1950年（民國39年）10月1日，高、屏分治，萬丹區改制為萬丹鄉，並改隸屬於屏東縣，里亦改制為村。

## 聚落
本地區發展較早的聚落為濫庄、頂本縣廍，在日治初期的官方地圖上已有記載。

## 交通
省道台27線是荖濃至烏龍的幹道，經過本地區的頂本縣廍聚落。由該道路北行可前往屏東市、九如鄉/長治鄉交界地帶、鹽埔鄉、高樹鄉等地；南行可前往萬丹鄉萬丹市區、新園鄉，並止於烏龍聚落南郊的省道台17線路口。
縣道187甲線是龍泉至下蚶堤防的道路，經過本地區東南端。由該道路東北行可前往竹田鄉、竹田鄉/內埔鄉交界地帶、內埔鄉，並止於縣道187號路口；西南行可前往萬丹鄉萬丹市區、萬丹鄉西部，並止於下蚶地區的縣道189甲線路口。
縣道189號是屏東機場至林邊的道路，經過本地區的頂本縣廍聚落。由該道路北行可前往屏東市西部、屏東市/九如鄉邊界地帶，並止於屏東機場北側的省道台3線路口；南行可前往萬丹鄉萬丹市區、竹田鄉、潮州鎮、新埤鄉等地。該道路在本地區的北部路段與省道台27線共線。
鄉道屏50線是崙頂尾至下林仔的道路，先經過本地區西南部南側邊界地帶，隨後再入境經過本地區的東部暨濫庄聚落。

## 學校
- 萬丹國中（部分）